# Юръпиън Оупън
Юръпиън Оупън (на английски: European Open) е професионален турнир по тенис за мъже от ATP Tour 250, който се провежда в Антверпен, Белгия, в края на октомври всяка година от 2016 г. насам. Турнирът се провежда на закрито, на твърди кортове. 

## Финали
| Година | Шампион               | Финалист           | Резултат                      |
| ------ | --------------------- | ------------------ | ----------------------------- |
| 2024   | Роберто Баутиста Агут | Иржи Лехечка       | 7 − 5, 6 − 1                  |
| 2023   | Александър Бублик     | Артур Фис          | 6 – 4, 6 – 4                  |
| 2022   | Феликс Оже-Алиасим    | Себастиан Корда    | 6 – 3, 6 – 4                  |
| 2021   | Яник Синер            | Диего Шварцман     | 6 – 2, 6 – 2                  |
| 2020   | Юго Умбер             | Алекс де Минор     | 6 – 1, 7 – 6(7–4)             |
| 2019   | Анди Мъри             | Станислас Вавринка | 3 – 6, 6 – 4, 6 – 4           |
| 2018   | Кайл Едмънд           | Гаел Монфис        | 3 – 6, 7 – 6(7–2), 7 – 6(7–4) |
| 2017   | Жо-Вилфрид Цонга      | Диего Шварцман     | 6 – 3, 7 – 5                  |
| 2016   | Ришар Гаске           | Диего Шварцман     | 7 – 6(7–4), 6 – 1             |